# Luz we dwóch
Luz we dwóch (ang. Off Centre, 2001–2002) – amerykański serial komediowy stworzony przez Chrisa i Paula Weitzów oraz Danny'ego Zukera. Wyprodukowany przez Dreamworks Television, Warner Bros. Television i Weitz, Weitz and Zuker.
Jego światowa premiera odbyła się 14 października 2001 roku na kanale The WB. Ostatni odcinek został wyemitowany 31 października 2002 roku. W Polsce serial nadawany był na kanale TVN 7.

## Obsada
- Sean Maguire jako Euan Pierce
- Eddie Kaye Thomas jako Mike Platt
- Lauren Stamile jako Liz Lombardi
- John Cho jako Chau Presley
- Jason George jako Status Quo
- Kimberley Davies jako Vee

## Spis odcinków
| N/o            | Tytuł angielski                              |
| -------------- | -------------------------------------------- |
|                |                                              |
| SERIA PIERWSZA |                                              |
|                |                                              |
| 01             | Let's Meet Mike and Euan                     |
|                |                                              |
| 02             | Feeling Shellfish                            |
|                |                                              |
| 03             | A Stroke of Genius                           |
|                |                                              |
| 04             | Trust Me or Don't Trust Me                   |
|                |                                              |
| 05             | Euan's Brush with Love                       |
|                |                                              |
| 06             | A Cute Triangle                              |
|                |                                              |
| 07             | Swing Time                                   |
|                |                                              |
| 08             | Money or Brother Can You Spare a Ski Trip    |
|                |                                              |
| 09             | Marathon Man                                 |
|                |                                              |
| 10             | Guy Gone Wild                                |
|                |                                              |
| 11             | The Good, The Bad, and the Lazy              |
|                |                                              |
| 12             | Gas Crisis                                   |
|                |                                              |
| 13             | Why Chau Lives Alone                         |
|                |                                              |
| 14             | Mission Im-posse-ble                         |
|                |                                              |
| 15             | Faking the Band                              |
|                |                                              |
| 16             | Hear No Evil, See No Package                 |
|                |                                              |
| 17             | The Backup                                   |
|                |                                              |
| 18             | Mike & Liz & Chau & Jordan                   |
|                |                                              |
| 19             | Addicted to Love                             |
|                |                                              |
| 20             | The Unkindest Cut                            |
|                |                                              |
| 21             | Diddler on the Roof                          |
|                |                                              |
| SERIA DRUGA    |                                              |
|                |                                              |
| 22             | Love is a Pain in the Ass Love Stings        |
|                |                                              |
| 23             | Cockfight                                    |
|                |                                              |
| 24             | Unflushable M. Night Shyamalan's Unflushable |
|                |                                              |
| 25             | P.P. Doc II: The Examination Continues PPD2  |
|                |                                              |
| 26             | The Deflower Half Hour                       |
|                |                                              |
| 27             | The Guys' Guys                               |
|                |                                              |
| 28             | Little House on the Bowery                   |
|                |                                              |